# Sambuca di Sicilia Sangiovese
Il Sambuca di Sicilia Sangiovese è un vino a DOC che può essere prodotto nel comune di Sambuca di Sicilia in provincia di Agrigento.

## Vitigni con cui è consentito produrlo
- Sangiovese minimo 85%,
- altri vitigni a bacca nera, non aromatici, idonei alla coltivazione per la provincia di Agrigento, fino ad un massimo del 15%.

## Caratteristiche organolettiche
- colore: rosso rubino più o meno intenso;
- profumo: vinoso, caratteristico;
- sapore: asciutto, rotondo, armonico;

## Produzione
Provincia, stagione, volume in ettolitri

## Sambuca di Sicilia Sangiovese riserva
Il Sambuca di Sicilia Sangiovese riserva deve esser invecchiato per almeno due anni (a partire dal 1º novembre dell'anno della vendemmia) di cui almeno sei mesi in recipienti di legno